# Domitilla Calamai
Domitilla Calamai (Livorno, ...) è una scrittrice italiana.
Domitilla Calamai vive a Roma. Giornalista e scrittrice, con origini spagnole e americane, si è diplomata all'Accademia Nazionale d'Arte Drammatica "Silvio D'Amico" con uno spettacolo ispirato a Pirandello e diretto da Andrea Camilleri. Si è occupata anche di cinema organizzando festival e lavorando come responsabile stampa della Bim Distribuzione. Fino al 2002 ha lavorato nel mondo della televisione nelle relazioni istituzionali e affari regolamentari, ricoprendo, tra gli altri, il ruolo di segretario generale dell'Associazione dei Canali Tematici Italiani. È stata responsabile della Comunicazione dell'Istituto Cervantes di Roma.
Il suo primo romanzo "Tutta colpa di Fidel" (La Tartaruga), pubblicato nel 1998, ha un ottimo successo di critica e di pubblico e viene tradotto in francese col titolo "La Faute a Fidel" (Actes Sud). Nel 2006 diventa un film, interpretato da Stefano Accorsi, Julie Depardieu e Nina Kervel,  diretto da Julie Gavras e prodotto da Les Films du Worso e Gaumont. Nel 2008 esce il suo secondo romanzo, Vado via (Baldini Castoldi Dalai Editore) che ha per tema l'adolescenza e l'inadeguatezza di molti genitori, ma soprattutto è la storia di una ragazza a cavallo tra la fine degli anni Settanta e l'inizio degli anni Ottanta, tra l'Italia, la Francia e gli Stati Uniti. Ha pubblicato il romanzo storico “La mantella rossa”, con il padre Marco Calamai de Mesa (La Lepre edizioni, 2017) con cui ha vinto il Premio Internazionale Capalbio 2017. Nel marzo 2020 è uscito il romanzo storico “La gatta della regina” (La Lepre edizioni), scritto come il precedente a quattro mani con il padre. Nel maggio 2023 esce il romanzo storico “Il corsaro ebreo”(con Marco Calamai de Mesa per la Lepre Edizioni) a chiusura della trilogia dedicata alla saga familiare dei Mesa. 

## Opere
- "Lo Slavo", racconto
- "Tutta colpa di Fidel" (La Tartaruga 1998/2006)
- "Vado via" edito da Baldini Castoldi Dalai 2008
- Saggio: "Cento Anni di Stile sul Grande schermo"
- Saggio: "Las Intelectuales Republicanas"
- Saggio: "Voces Mediterraneas"
- " E lieve sia la terra - 24 scrittori per il terremoto", Textus Edizioni, 2011
- "La mantella rossa", con Marco Calamai de Mesa, La Lepre edizioni, 2017
- "La gatta della regina', con Marco Calamai de Mesa (La Lepre Edizioni), 2020
- "Il corsaro ebreo", con Marco Calamai de Mesa (La Lepre edizioni), 2023